# Сэннинбари

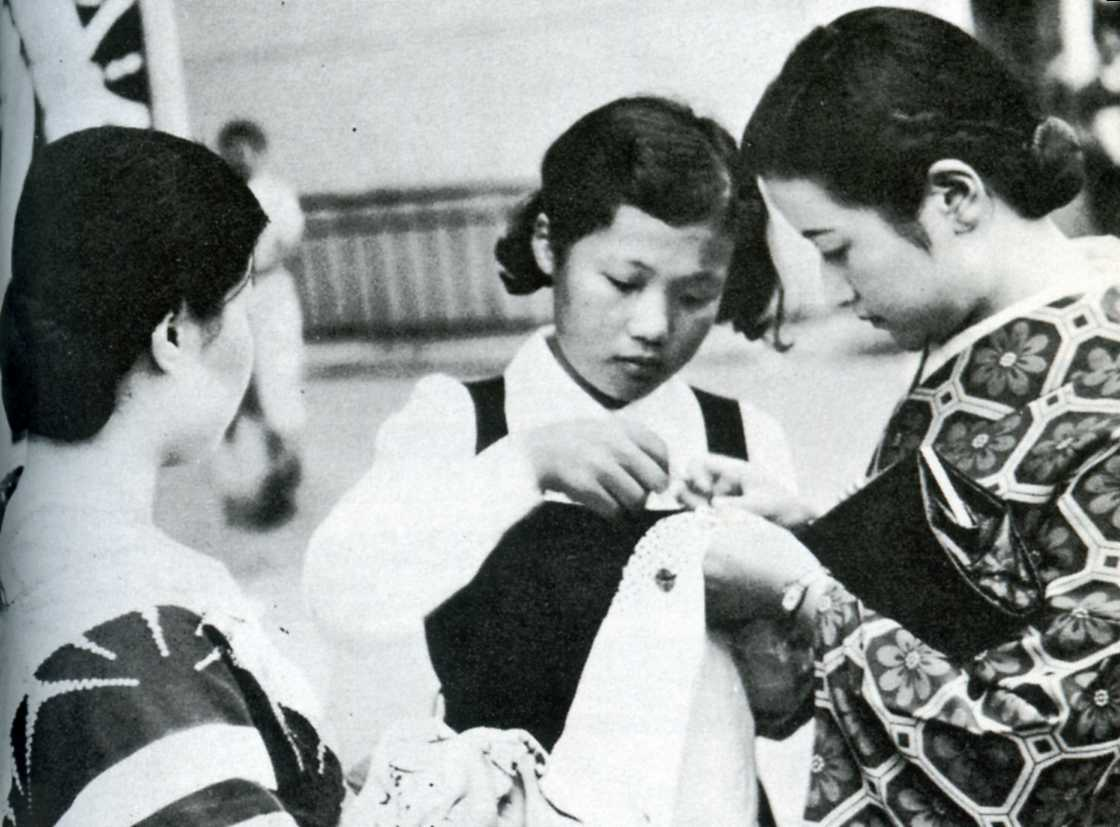
Японки вышивают сэннинбари. 1937 год

Сэннинбари (яп. 千人針, «Пояс тысячи стежков») — полоса материи приблизительно метровой длины, украшенная тысячей стежков, сделанных тысячей разных женщин; традиционный амулет, призванный оберегать солдата в бою, имевший распространение в Японской империи.

## Конструкция и разновидности
Обычно сэннинбари изготовлялся из белой материи — хотя иногда также использовались желтая, красная, зеленая и синяя. Стежки чаще всего делались красными нитками. Как правило, стежки располагались в виде простых рядов, реже — образовывали узоры, рисунки или надписи (например, пожелание удачи или изображение тигра).
Сэннинбари имели много разновидностей и могли носиться в качестве пояса, налобной повязки или даже флага. Но первоначальной и самой популярной формой был сэннинбари, обматываемый вокруг живота (считалось, что широкий пояс, охватывающий талию, помогает сохранить крепкое здоровье). В ширину такой пояс достигал 15 сантиметров.

## История
Традиция изготовления сэннинбари восходит к первой японо-китайской войне (1894—1895). Первые сэннинбари делались из красной материи (красный цвет символизировал удачу); считалось, что они придают владельцам храбрости и защищают от ранений (в особенности — от пулевых). Некоторые солдаты остерегались использовать эти амулеты, полагая, что они, придавая бойцам самоотверженности, скорее увеличивают риск гибели, нежели спасают от неё. Некоторые вовсе не верили в чудодейственные свойства сэннинбари и носили их в качестве напоминания о женщинах, ждущих дома.

## Изготовление
Сэннинбари изготовляли матери, сёстры или жёны солдат. Им приходилось подолгу стоять около храмов, магазинов, железнодорожных станций или в других многолюдных местах, прося прохожих женщин сделать стежок — ведь каждый новый стежок должен был быть сделан другой женщиной. Возникали даже женские патриотические организации, занимающиеся массовым производством сэннинбари. Женщины, рождённые в год Тигра, могли обойтись всего двенадцатью стежками или количеством, равным своему возрасту. Иногда, с целью усиления чудодейственных свойств, в пояса зашивали женские волосы или монеты.

## В популярной культуре
- Сэннинбари можно увидеть в фильме «Письма с Иводзимы», а также в фильме «Пёрл-Харбор»
- В наши дни сэннинбари может использоваться в качестве националистического символа.